# مايكل بفر
مايكل بفر (بالإنجليزية: Michael Buffer)‏ هو صحفي ومقدم تلفزيوني وممثل أمريكي، ولد في 2 نوفمبر 1944 بفيلادلفيا في الولايات المتحدة.

## أعمال

### أفلام
- (2003)  النجم السابق الطفل[5]
- (2006) روكي بالبوا[6][7][8]
- (2008) لا تعبث مع زوهان[9]
- (2013) مباراة الضغينة[10]
- (2018) كريد 2
- (2019) دمبو

## وصلات خارجية
- مايكل بفر على موقع CageMatch worker (الإنجليزية)
- مايكل بفر على موقع قاعدة بيانات المصارعة على الإنترنت (الإنجليزية)

- مايكل بفر على موقع IMDb (الإنجليزية)
- مايكل بفر على موقع ميوزك برينز (الإنجليزية)
- مايكل بفر على موقع إن إن دي بي (الإنجليزية)
- مايكل بفر على موقع أول ميوزيك (الإنجليزية)
- مايكل بفر على موقع ديسكوغز (الإنجليزية)
- مايكل بفر على موقع قاعدة بيانات الفيلم (الإنجليزية)